# ISO 31

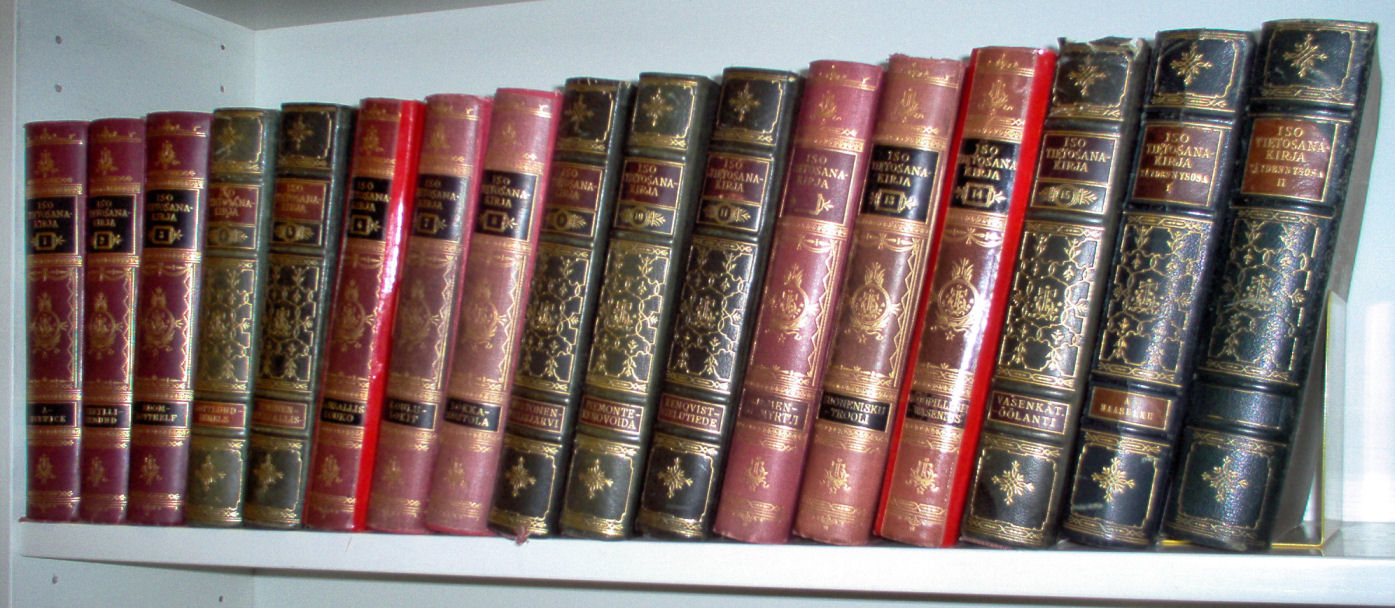
Serie enciclopédica finlandesa "Iso Tietosanakirja" de 1930. Publicada por la editorial Otava.

ISO 31 (cantidades y unidades, Organización Internacional de Normalización, 1992) es una norma internacional, ya obsoleta, sobre cantidades físicas, unidades de medida, sus interrelaciones y su presentación. Fue revisada y sustituida por la ISO/IEC 80000.

## Partes
La norma consta de 14 partes:
- ISO 31-0: Principios generales (reemplazado por ISO/IEC 80000-1:2009)
- ISO 31-1: Espacio y tiempo (reemplazada por ISO/IEC 80000-3:2007)
- ISO 31-2: Fenómenos periódicos y relacionados (reemplazado por ISO/IEC 80000-3:2007)
- ISO 31-3: Mecánica (reemplazada por ISO/IEC 80000-4:2006)
- ISO 31-4: Calor (reemplazado por ISO/IEC 80000-5)
- ISO 31-5: Electricidad y magnetismo (reemplazado por ISO/IEC 80000-6)
- ISO 31-6: Luz y radiaciones electromagnéticas relacionadas (reemplazada por ISO/IEC 80000-7)
- ISO 31-7: Acústica (reemplazada por ISO/IEC 80000-8:2007)
- ISO 31-8: Química física y física molecular (reemplazada por ISO/IEC 80000-9)
- ISO 31-9: Física atómica y nuclear (reemplazada por ISO/IEC 80000-10)
- ISO 31-10: Reacciones nucleares y radiaciones ionizantes (reemplazada por ISO/IEC 80000-10)
- ISO 31-11: Signos y símbolos matemáticos para uso en ciencias físicas y tecnología (reemplazada por ISO 80000-2:2009)
- ISO 31-12: Números característicos (reemplazados por ISO/IEC 80000-11)
- ISO 31-13: Física del estado sólido (reemplazada por ISO/IEC 80000-12)

Una segunda norma internacional sobre cantidades y unidades fue la IEC 60027. Las normas ISO 31 e IEC 60027 fueron revisadas por las dos organizaciones de estandarización conjuntamente (, ) para integrar ambas normas en una misma ISO/IEC 80000: Cantidades y unidades en la que las cantidades y ecuaciones utilizadas con el SI deben denominarse Sistema Internacional de Cantidades (ISQ, en inglés). ISO/IEC 80000 reemplaza tanto a ISO 31 como a parte de IEC 60027.

## Normas nacionales relacionadas
- Canadá: CAN/CSA-Z234-1-89, guía de prácticas métricas canadienses (cubre algunos aspectos de ISO 31-0, pero no es una lista completa de cantidades físicas comparables a ISO 31)
- Estados Unidos: existen varios documentos nacionales del SI, como NIST SP 811, NIST SP 330, NIST SP 814, IEEE/ASTM SI 10, SAE J916. Estos cubren muchos aspectos de la ISO 31-0, pero carecen de la lista completa de cantidades y unidades definidas en las partes restantes de ISO 31.